# 国际体育组织列表
本条目列舉国际体育组织，包括各種單項運動總會、跨行业国际体育机构和各种综合性体育国际比赛项目。

## 國際奧委會（IOC）承認的單項運動總會

### 夏季奧運單項運動總會聯合會（ASOIF）所屬會員
目前共有30個正式會員及6个準會員，其管理的项目作为夏季奥运会体育项目：
- 水類運動：世界水上运动（WAQU）
- 射箭：世界射箭（WA）
- 田径：世界田径（WATH）
- 羽毛球：羽毛球世界联合会（BWF）
- 篮球：国际篮球联合会（FIBA）
- 皮划艇：國際輕艇總會（ICF）
- 自行车：國際自行車聯盟（UCI）
- 马术：國際馬術總會（FEI）
- 击剑：國際擊劍總會（FIE）
- 曲棍球：国际曲棍球联合会（FIH）
- 足球：国际足球联合会（FIFA）
- 高爾夫球：國際高爾夫總會（IGF）
- 体操：国际体操联合会（FIG）
- 手球：国际手球联合会（IHF）
- 柔道：國際柔道總會（IJF）
- 現代五項：國際現代五項總會（UIPM）
- 輪滑運動（英语：Roller sports）：世界滑輪（WSK）
- 赛艇：世界划船（FISA）
- 橄欖球：世界橄欖球（WR）
- 帆船：世界帆船（WS）
- 射擊：国际射击运动联合会（ISSF）
- 運動攀登：國際運動攀登總會（IFSC）
- 衝浪：國際衝浪協會（ISA）
- 乒乓球：國際乒乓球聯合會（ITTF）
- 跆拳道：世界跆拳道（WT）
- 网球：國際網球總會（ITF）
- 三项全能：世界铁人三项（TRI）
- 排球：国际排球联合会（FIVB）
- 举重：国际举重联合会（IWF）
- 摔跤：世界角力總會（UWW）
- 准會員：
  - 美式足球：國際美式足球總會（IFAF）
  - 棒球與壘球：世界棒壘球總會（WBSC）
  - 拳击：世界拳擊聯盟（WB）
  - 板球：國際板球理事會（ICC）
  - 袋棍球：世界袋棍球（WL）
  - 壁球：世界壁球總會（WSF）

### 冬季奧運聯合會（英语：Winter Olympic Federations）（WOF）所屬會員
目前共有7個正式會員及1个準會員，其管理的项目作为冬季奥运会体育项目：
- 冬季兩項：國際冬季兩項聯盟（IBU）
- 有舵雪车及钢架雪车：國際雪車聯合會（IBSF）
- 冰壺：世界冰壶（WCF）
- 冰球：国际冰球联合会（IIHF）
- 雪橇：國際雪橇聯合會（FIL）
- 滑冰：國際滑冰聯盟（ISU）
- 传统滑雪及單板滑雪：国际滑雪和单板滑雪联合会（FIS）
- （準會員）滑雪登山：國際登山滑雪總會（ISMF）

### 國際奧會承認之國際運動總會聯合會（英语：Association of IOC Recognised International Sports Federations）（ARISF）所屬會員
目前共有40個會員，ASOIF及WOF定期从ARISF抽调部分会员作为其准会员：
- 空中運動[註 1]：国际航空联合会（FAI）
- 美式足球[註 2]：國際美式足球總會（IFAF）
- 賽車：国际汽车联合会（FIA）
- 班迪球：國際班迪球聯合會（FIB）
- 棒球與壘球：世界棒壘球總會（WBSC）
- 巴斯克回力球：國際壁網球總會（FIPV）
- 撞球[註 3]：世界撞球總會（WCBS）
- 拳击：世界拳擊聯盟（WB）
- 地擲球[註 4]：世界滾球運動聯合總會（WPBF）
- 保齡球[註 5]：國際保齡球總會（IBF）
- 橋牌：世界橋牌聯盟（WBF）
- 競技啦啦隊：國際啦啦隊聯盟（英语：International Cheer Union）（ICU）
- 國際象棋：世界国际象棋联合会（FIDE）
- 攀登和登山運動：國際山嶽聯盟（UIAA）
- 板球：國際板球理事會（ICC）
- 體育舞蹈：世界運動舞蹈總會（WDSF）
- 软式曲棍球：國際福樂球總會（IFF）
- 飛盤運動：世界飛盤總會（WFDF）
- 冰上滑盤：國際冰上滑盤總會（IFI）
- 空手道：世界空手道聯盟（WKF）
- 踢拳：世界踢拳總會（WAKO）
- 合球：國際合球總會（IKF）
- 袋棍球：世界袋棍球（WL）
- 救生（英语：Lifesaving）：國際救生聯盟（ILSF）
- 摩托車運動：國際摩托車賽車協會（FIM）
- 泰拳：國際泰拳總會（IFMA）
- 籃網球：世界籃網球
- 定向運動：國際定向越野運動總會（IOF）
- 馬球：國際馬球總會（FIP）
- 馬達快艇：國際摩托艇聯會（UIM）
- 短柄牆球：國際短柄牆球總會（IRF）
- 桑搏：國際桑搏總會（FIAS）
- 滑雪登山：國際登山滑雪總會（ISMF）
- 壁球：世界壁球總會（WSF）
- 相撲：國際相撲總會（IFS）
- 拔河：國際拔河運動總會（TWIF）
- 水下運動（英语：Underwater sports）：國際水中運動聯合會（CMAS）
- 大學體育：國際大學運動總會（FISU）
- 滑水和水上滑：國際滑水暨寬板滑水總會（IWWF）
- 武術：國際武術聯合會（IWUF）

## 国际体育联合会总会
在國際單項運動總會聯合會（GAISF）于2023年解散後，包含在奧運會項目的運動總會（ASOIF及WOF）及國際奧委會承認的運動總會（ARISF）均转型为體育協調（SportAccord）组织股东会员。以下非國際奧委會承認的運動總會股东会员組建了獨立認可運動會員聯盟（AIMS）：

### 獨立認可運動會員聯盟（AIMS）
截止2025年3月，AIMS包含21个会员：
- 合氣道：國際合氣道聯盟（IAF）
- 垂钓（体育捕鱼）：國際釣魚運動總會（CIPS）
- 比腕力：世界比腕力總會（英语：World Armwrestling Federation）（WAF）
- 拳击：世界拳擊聯盟（WB）
- 抛竿：國際拋竿聯合會（ICSF）
- 飛鏢：世界飛鏢總會（WDF）
- 龍舟：國際龍舟聯合會（IDBF）
- 西洋跳棋：世界西洋跳棋總會（FMJD）
- 浮士德球：國際浮士德球總會（IFA）
- 健身（英语：Fitness and figure competition）和健美：國際健美總會（IFBB）
- 圍棋：國際圍棋聯盟（IGF）
- 柔術：國際柔術聯盟（JJIF）
- 劍道：國際劍道聯盟（FIK）
- 迷你高爾夫：世界迷你高爾夫球總會（WMF）
- 健力：國際健力聯合會（IPF）
- 实用射击：国际实用射击联盟（英语：International Practical Shooting Confederation）（IPSC）
- 法國踢腿術：國際踢腿術總會（英语：Federation Internationale de Savate）（FISav）
- 藤球：國際藤球總會（ISTAF）
- 狗拉雪橇：國際雪橇犬運動總會
- 軟式網球：國際軟式網球總會（ISTF）
- 台克球：国际台克球联合会（FITEQ）

### GAISF观察员
2023年GAISF解散前，共有11个GAISF观察员联合会，可以在满足成员资格后，向GAISF秘书处申请成为成员，在GAISF解散后，其体育协调地位暂不明确：
- 複式躲避球：世界複式躲避球協會（英语：World Dodgeball Association）（WDA）
- 足式高爾夫：国际足式高尔夫联合会（FIFG）
- 跳繩：国际跳绳联盟（英语：International Jump Rope Union）（IJRU）
- 举壺鈴：国际举壶铃联盟（英语：International Union of Kettlebell Lifting）（IUKL）
- 障礙跑：世界障碍（英语：World Obstacle）（FISO）
- 帕德尔网球（英语：Padel）：国际帕德尔网球联合会（IPF）
- 撲克：國際比賽撲克總會（英语：International Federation of Match Poker）（IFMP）
- 鋼管舞：国际钢管舞联合会（IPSF）
- 泛舟：国际泛舟联合会（IRF）
- 聯盟式橄欖球：国际橄榄球联盟（IRL）
- 桌上足球：国际桌上足球联合会（ITSF）

### GAISF准会员
2023年GAISF解散前，除了上述ASOIF、WOF、ARISF、AIMS以外，GAISF还包括以下准会员，GAISF解散决定意见表示这些准会员将转型为体育协调大会观察员：
- 英聯邦運動會：英聯邦運動會聯合會（CGF）
- 世界壮年运动会：国际壮年运动会协会（IMGA）
- 地中海運動會：国际地中海运动会委员会（英语：International Committee of Mediterranean Games）（ICMG / CIJM）
- 世界軍人運動會：国际军事体育理事会（CISM）
- 世界智力运动会：国际智力运动联盟（IMSA）
- 世界奥林匹克选手协会（英语：World Olympians Association）（WOA）
- 多项运动国际（英语：Panathlon International）（PI）
- 残疾人奥林匹克运动会：國際帕拉林匹克委員會（IPC）
- 中學生體育：国际中学生体育联合会（ISF）
- 特殊奥林匹克运动会：國際特殊奧林匹克組織（SOI）
- 国际运动与余暇设备协会（英语：International Association for Sports and Leisure Facilities）（IAKS）
- 國際運動整脊術總會（英语：International Federation of Sports Chiropractic）（FICS）
- 聽障奧林匹克運動會：国际听障体育委员会（英语：Comité International des Sports des Sourds）（CISS）
- 国际体育医学联合会（FIMS）
- 国际体育出版物协会（法语：Association internationale de la presse sportive）（AIPS）
- CSIT世界体育运动会：国际工人和体育业余人士联合会（CSIT）
- 世界運動會：國際世界運動總會（IWGA）
- 世界奥林匹克城市联盟（法语：Union mondiale des villes olympiques）
- 世界体育用品行业联合会

## 國際殘奧委會（IPC）承認的單項運動總會

### IPC直接管理
目前，国际残奥委会直接管理以下6项残奥运动项目，管理方式可能类似于中国大陆的组织机构加挂牌子：
- 帕拉田徑：世界帕拉田徑
- 残疾人运动舞蹈（英语：Wheelchair dancesport）：世界残疾人运动舞蹈
- 残疾人冰球：世界残疾人冰球
- 残疾人健力（英语：Paralympic powerlifting）：世界残疾人健力
- 射击残疾人体育（英语：Paralympic shooting）：世界射击残疾人体育
- 残疾人游泳：世界残疾人游泳

### 國際總會
截止2024年，IPC承认以下17个联合会代表19个残奥运动项目：
- 残疾人高山滑雪（英语：Para-alpine skiing）、残疾人雪上马拉松（英语：Paralympic cross-country skiing）及殘疾人單板滑雪（英语：Para snowboard）：國際滑雪和滑雪板聯合會（FIS）
- 残疾人射箭：世界射箭（WA）
- 残疾人羽毛球：羽毛球世界联合会（BWF）
- 地板滾球：地板滾球國際體育總會（英语：Boccia International Sports Federation）（BISFed）
- 帕拉冬季兩項：國際冬季兩項聯盟（IBU）
- 殘疾人馬術：國際馬術總會（FEI）
- 帕拉輕艇：國際輕艇總會（ICF）
- 残疾人自行车（英语：Para-cycling）：國際自行車聯盟（UCI）
- 残疾人赛艇（英语：Pararowing）：世界划船（FISA）
- 坐式排球：世界残疾人排球（英语：World ParaVolley）（WPV）
- 残疾人乒乓球：國際乒乓球聯合會（ITTF）
- 残疾人跆拳道（英语：Para taekwondo）：世界跆拳道（WT）
- 残疾人三项全能（英语：Paratriathlon）：世界铁人三项
- 輪椅籃球：國際輪椅籃球總會（英语：International Wheelchair Basketball Federation）（IWBF）
- 轮椅冰壶：世界冰壶（WCF）
- 輪椅欖球：世界輪椅橄欖球（英语：World Wheelchair Rugby）
- 輪椅網球：國際網球總會（ITF）

### 國際殘疾人體育組織
截止2024年，IPC承认以下3个残疾人体育组织（IOSD）：
- 輪椅擊劍、電動輪椅曲棍球、框架賽跑（英语：Frame running）、輪椅障礙迴旋和框架足球：世界能力運動總會
- 盲人足球、盲人门球和盲人柔道：国际盲人体育联合会（IBSA）
- 智力障碍者运动：国际美德体育联合会

### IPC承認但不能加入為成員的國際運動總會
截止2024年，IPC承认以下14个非会员運動總會：
- 比腕力：世界比腕力總會（英语：World Armwrestling Federation）（WAF）
- 雪车：國際雪車聯合會（IBSF）
- 保齡球：國際保齡球總會（IBF）
- 攀登：國際運動攀登總會
- CP足球：国际脑瘫足球联合会（IFCPF）
- 飛盤：世界飛盤總會（WFDF）
- 高爾夫：國際高爾夫總會（IGF）
- 手球：国际手球联合会（IHF）
- 曲棍球：国际曲棍球联合会（FIH）
- 空手道：世界空手道總會
- 現代五項：國際現代五項總會（UIPM）
- 電動輪椅足球：国际电动轮椅足球联合会（FIPFA）
- 帆船：世界帆船
- 衝浪：國際衝浪協會（ISA）

## 国际全民体育协会（德语：The Association For International Sport for All）（TAFISA）
以下運動總會并未加入SportAccord，而另外成立了TAFISA：
- 阿莉莎（英语：Alysh）：国际腰带摔跤联合会（阿莉莎）
- 比腕力：国际比腕力联合会
- 花球旋转（英语：Baton twirling）：世界花球旋转联合会
- 沙灘網球：國際沙灘網球總會
- 传统健美、体格健美、运动员体格、运动体魄和模特体格：世界健美和体育运动联合会
- 巴西柔术：体育柔术国际联合会（SJJIF）
- 硬地滾球：Confederazione Boccistica Internationale
- 有氧运动：国际有氧高强度间歇运动协会（IACHS）
- 体育剑霸（英语：Samurai cinema）：国际体育剑霸协会
- 競技啦啦隊：国际啦啦队联合会
- 體育舞蹈：世界舞蹈总会有限公司、国际舞蹈组织（英语：International Dance Organization）（IDO）和国际体育舞蹈协会
- 飛鏢：国际飞镖联合会
- 複式躲避球：世界复式躲避球联合会
- 西洋跳棋：国际西洋跳棋联合会
- 电子竞技：国际电子竞技联合会（IeSF）
- 野外射箭（英语：Field archery）：国际野外射箭协会（英语：International Field Archery Association）
- 功能性体适能：国际功能性体适能联合会
- 韓弓（朝鲜语：한궁）：世界韓弓协会
- 合气道：世界合气道联盟、世界合气道联合会
- 柔術：世界柔术联盟
- 柔道：世界柔道联合会——所有人的柔道
- 击桩（英语：Jukskei）：国际击桩联合会
- 卡巴迪：國際卡巴迪總會（英语：International Kabaddi Federation）（IKF）、世界卡巴迪（英语：Kabaddi World Cup (World Kabaddi)）
- 拳法：国际拳法联合会
- 壺鈴體育：世界壶铃体育联合会
- 空道（英语：Kūdō）：空道国际联合会
- 舞龙和舞獅：世界舞龙和舞狮联合会
- 武術：世界武术委员会（WMAC）
- 女鼓手（英语：Majorette）体育：女鼓手-体育世界联合会
- NaB高尔夫：国际NaB高尔夫协会
- 北欧式健走：国际北欧式健走联合会（INWA）
- 彼拉提斯：世界彼拉提斯联盟
- 警察格斗术：国际警察格斗术联合会
- 觀氣道：国际观气道联合会和相关学科（IQKDF）
- 泛舟：世界泛舟联合会
- 松濤館空手道：松濤館空手道國際協會
- 西蘭巴姆：世界西蘭巴姆協會（英语：World Silambam Association）
- SPOQCS：国际SPOQCS联合会
- 跆拳道：国际跆拳道联合会、世界全民跆拳道协会
- 巧固球：國際巧固球總會（法语：Fédération internationale de tchoukball）
- 傳統派空手道：國際傳統空手道總會（英语：International Traditional Karate Federation）
- 傳統跆拳道：國際傳統跆拳道總會
- 祖卡内：國際祖卡內運動總會

## 其他運動總會
- 澳式足球：澳大利亞澳式足球聯盟委員會（英语：AFL Commission）
- 沙灘足球：沙灘足球世界（英语：Beach Soccer Worldwide）
- 板棍球：蓋爾運動協會
- 蓋爾式足球：蓋爾運動協會
- 自由潛水：國際自由潛水發展協會
- 賽馬：國際賽馬組織聯盟（International Federation of Horseracing Authorities）

## 综合性体育组织
- 国际体育教育联合会
- 国际顾拜旦委员会
- 国际中学生体育联合会
- 国际世界运动会协会
- 国际天主教学校运动联合会
- 国家体育组织国际大会
- 国际健康、体育、娱乐、运动与舞蹈理事会
- 国际体育信息协会
- 国际儿童运动会委员会
- 国际体育科学与体育教育理事会（ICSSPE）
- 联合国教科文组织政府间体育运动委员会
- 国际大众体育组织协调委员会（ICSA）
- 国际健身大众体育协会（TAFISA）
- 国际工人体育运动委员会（IWSC）
- 泛太平洋大众体育协会（ASFAA）
- 亚洲及大洋洲地区大众体育协会（ASFAA）
- 新加坡体育理事会（Singapore Sports Council）
- 国际警察体育联盟（Union Sportive Internationale des Polices）
- 国际体育电影与电视联合会（Fédération Internationale du Cinéma et de la Télévision Sportifs）
- 国际反体育暴力基金会（Fondation Internationale pour la Lutte contre le Violence Associée au Sport）
- 国际无暴力运动协会（International Association for Non-violent sport ）
- 国际奥林匹克医学研究协会（Association Olympique Internationale pour la Recherche Medico-Sportive）
- 国际奥林匹克医务官协会（International Association of Olympic Medical Officers）
- 公平竞争国际委员会（Comité International pour le Fair-Play）
- 葡語系奧林匹克委員會總會
- 同志运动会联合会
- 同性恋国际体育联合会
- 欧洲同性恋体育联合会

## 綜合運動會
- 友好運動會
- 世界青年運動會
- 中美洲及加勒比海運動會
- 葡語系運動會
- 亞洲運動會
- 東南亞運動會
- 東亞運動會
- 中亞運動會
- 非洲運動會
- 泛美運動會
- 泛阿拉伯運動會
- 同志运动会
- 世界同志運動會（World OutGames）
- 欧洲同志运动会（英语：Gay Games）